# Kåtilla
Kåtilla (älvdalska Ką̊teli) är en by i Älvdalens distrikt (Älvdalens socken), Älvdalens kommun. Byn är belägen mitt för tätorten Älvdalen på andra sidan Österdalälven. En del av bebyggelsen i byn var före 2015 avgränsat till en småort, namnsatt till  Kåtilla (södra delen). 2015 uppgick hela området i tätorten Västermyckeläng.